# Elecciones municipales del Callao de 1993
Las elecciones municipales del Callao de 1993 se llevaron a cabo el 29 de enero de 1993 para elegir al alcalde y al Concejo Provincial del Callao para el periodo 1993-1995. La elección se celebró simultáneamente con elecciones municipales en todo el país.

## Sistema electoral
La Municipalidad Provincial del Callao es el órgano administrativo y de gobierno de la provincia constitucional del Callao. Está compuesta por el alcalde y el Concejo Provincial.
La votación del alcalde y el concejo se realiza en base al sufragio universal, que comprende a todos los ciudadanos nacionales y no nacionales mayores de dieciocho años, empadronados y residentes en la provincia constitucional del Callao y en pleno goce de sus derechos políticos.
El Concejo Provincial del Callao está compuesto por 19 regidores elegidos por sufragio directo para un período de tres (3) años, en forma conjunta con la elección del alcalde (quien lo preside). La votación es por lista cerrada y bloqueada. Se asigna a la lista ganadora los escaños según el método d'Hondt o la mitad más uno, lo que más le favorezca.

## Partidos y candidatos
A continuación se muestra una lista de los principales partidos y alianzas electorales que participaron en las elecciones:
| Candidatura | Candidatura | Partidos y alianzas | Candidatos | Candidatos                  | Ideología                                                  | Resultado previo | Resultado previo | Ref. |
| Candidatura | Candidatura | Partidos y alianzas | Candidatos | Candidatos                  | Ideología                                                  | Votos (%)        | Reg.             | Ref. |
| ----------- | ----------- | --- | ---------- | --------------------------- | ---------------------------------------------------------- | ---------------- | ---------------- | ---- |
|             | AP          | Lista - Acción Popular (AP) |            | Jaime Cheneffusse Carrera   | Humanismo Nacionalismo cívico Reformismo                   | 46.8%            | 11               |      |
|             | Libertad    | Lista - Movimiento Libertad (Libertad) |            | Guillermo Martínez Carbajal | Liberalismo clásico Democracia liberal Republicanismo      | 46.8%            | 11               |      |
|             | PPC         | Lista - Partido Popular Cristiano (PPC) |            | Kurt Woll Muller            | Democracia cristiana Conservadurismo Liberalismo económico | 46.8%            | 11               |      |
|             | APRA        | Lista - Partido Aprista Peruano (APRA) |            | Carlos Novoa Lucero         | Aprismo                                                    | 31.9%            | 31.9%            |      |
|             | IU          | Lista - Izquierda Unida (IU) – Unión de Izquierda Revolucionaria (UNIR) – Partido Comunista Peruano (PCP) – Frente Obrero Campesino Estudiantil y Popular (FOCEP) |            | Ricardo Tocunaga Ortiz      | Marxismo-leninismo Socialismo democrático Comunismo        | 14.8%            | 14.8%            |      |
|             | SODE        | Lista - Solidaridad y Democracia (SODE) |            | Felipe Eguizabal Padua      | Socioliberalismo                                           | Nuevo            | Nuevo            |      |
|             | MSI         | Lista - Movimiento Social Independiente (MSI) |            | Roberto Puicón Hinostroza   | Conservadurismo social Populismo de derecha                | Nuevo            | Nuevo            |      |
|             | Frepap      | Lista - Frente Popular Agrícola FIA del Perú (Frepap) |            | Darío Vila Montes           | Israelismo Fundamentalismo cristiano Populismo             | Nuevo            | Nuevo            |      |
|             | MDI         | Lista - Movimiento Democrático de Izquierda (MDI) |            | Daniel Zapata Fiestas       | Socialismo democrático Mariateguismo                       | Nuevo            | Nuevo            |      |
|             | CODE        | Lista - Coordinadora Democrática (CODE) |            | Jorge Gonzales Ward         | Conservadurismo social Liberalismo económico               | Nuevo            | Nuevo            |      |
|             | MINP        | Lista - Movimiento Independiente Nuevo Perú (MINP) |            | Néstor Amaya Chapa          | Partido atrapalotodo                                       | Nuevo            | Nuevo            |      |
|             | OBRAS       | Lista - Lista Independiente Movimiento OBRAS |            | Manuel Arellano Roque       | Localismo chalaco                                          | Nuevo            | Nuevo            |      |
|             | IND         | Lista - Lista Independiente Movimiento Independiente Porteño |            | Dante Mandriotti Castro     | Localismo chalaco                                          | Nuevo            | Nuevo            |      |

Otros candidatos
| Partidos y alianzas | Partidos y alianzas                                                | Candidatos                    |
| ------------------- | ------------------------------------------------------------------ | ----------------------------- |
|                     | Lista Independiente Nueva Democracia                               | Carmela Pacheco Sánchez       |
|                     | Lista Independiente Callao Unido                                   | Carlos Rodríguez Ibáñez       |
|                     | Lista Independiente Cambio Callao                                  | Jorge Polo Cortez             |
|                     | Lista Independiente Desarrollo Comunal                             | Camilo Alcántara Pinillos     |
|                     | Lista Independiente Movimiento Independiente Paz y Desarrollo      | Néstor Campaña Puell          |
|                     | Lista Independiente Plataforma Democrática del Callao              | Pablo Odar Cavero             |
|                     | Lista Independiente Movimiento de Acción Regional Chalaca          | Felipe Rodríguez Mejía        |
|                     | Lista Independiente Frente Unido Chalaco Cívico Independiente      | Víctor Rivadeneira Salazar    |
|                     | Lista Independiente Movimiento Independiente Progresista           | Luis Llanos Rojas             |
|                     | Lista Independiente Movimiento de Acción Reformista Integral       | Ernesto Parodi Gonzales       |
|                     | Lista Independiente Movimiento de Reconstrucción del Callao        | Aristóteles Gálvez Cabrera    |
|                     | Lista Independiente Movimiento Independiente Nuevo Callao          | Víctor Calle Zanabria         |
|                     | Lista Independiente Renovación Chalaca                             | José Cevallos Castro          |
|                     | Lista Independiente Unión Democrática Independiente                | María Suárez Vda. de Belaúnde |
|                     | Lista Independiente Movimiento Independiente de Bienestar Nacional | Guillermo Trelles Corso       |
|                     | Lista Independiente Agrupación Independiente Renovación            | Armando Barrueta Caldas       |

## Resultados

### Sumario general
|                        |                                                                    |              |              |              |           |           |
| Partidos y coaliciones | Partidos y coaliciones                                             | Voto popular | Voto popular | Voto popular | Regidores | Regidores |
| Partidos y coaliciones | Partidos y coaliciones                                             | Votos        | %            | ±pp          | Total     | +/−       |
|                        | Partido Popular Cristiano (PPC)                                    | 114,429      | 50.33        | n/a          | 13        | n/a       |
|                        | Lista Independiente Movimiento OBRAS                               | 23,391       | 10.29        | n/a          | 2         | n/a       |
|                        | Partido Aprista Peruano (APRA)                                     | 17,640       | 7.76         | n/a          | 2         | n/a       |
|                        | Lista Independiente Movimiento Independiente Porteño               | 15,328       | 6.74         | n/a          | 1         | n/a       |
|                        | Acción Popular (AP)                                                | 15,173       | 6.67         | n/a          | 1         | n/a       |
|                        | Movimiento Libertad (Libertad)                                     | 4,440        | 1.95         | n/a          | 0         | n/a       |
|                        | Lista Independiente Nueva Democracia                               | 4,410        | 1.94         | n/a          | 0         | n/a       |
|                        | Izquierda Unida (IU)                                               | 3,718        | 1.64         | n/a          | 0         | n/a       |
|                        | Lista Independiente Callao Unido                                   | 3,718        | 1.64         | n/a          | 0         | n/a       |
|                        | Lista Independiente Cambio Callao                                  | 3,068        | 1.35         | n/a          | 0         | n/a       |
|                        | Lista Independiente Desarrollo Comunal                             | 2,645        | 1.16         | n/a          | 0         | n/a       |
|                        | Frente Popular Agrícola FIA del Perú (Frepap)                      | 1,930        | 0.85         | n/a          | 0         | n/a       |
|                        | Movimiento Social Independiente (MSI)                              | 1,785        | 0.79         | n/a          | 0         | n/a       |
|                        | Lista Independiente Movimiento Independiente Paz y Desarrollo      | 1,782        | 0.78         | n/a          | 0         | n/a       |
|                        | Lista Independiente Plataforma Democrática del Callao              | 1,617        | 0.71         | n/a          | 0         | n/a       |
|                        | Lista Independiente Movimiento de Acción Regional Chalaca          | 1,573        | 0.69         | n/a          | 0         | n/a       |
|                        | Lista Independiente Frente Unido Chalaco Cívico Independiente      | 1,502        | 0.66         | n/a          | 0         | n/a       |
|                        | Lista Independiente Movimiento Independiente Progresista           | 1,144        | 0.50         | n/a          | 0         | n/a       |
|                        | Lista Independiente Movimiento de Acción Reformista Integral       | 1,066        | 0.47         | n/a          | 0         | n/a       |
|                        | Lista Independiente Movimiento de Reconstrucción del Callao        | 940          | 0.41         | n/a          | 0         | n/a       |
|                        | Movimiento Independiente Nuevo Perú (MINP)                         | 916          | 0.40         | n/a          | 0         | n/a       |
|                        | Movimiento Democrático de Izquierda (MDI)                          | 858          | 0.38         | n/a          | 0         | n/a       |
|                        | Lista Independiente Movimiento Independiente Nuevo Callao          | 748          | 0.33         | n/a          | 0         | n/a       |
|                        | Solidaridad y Democracia (SODE)                                    | 698          | 0.31         | n/a          | 0         | n/a       |
|                        | Lista Independiente Renovación Chalaca                             | 676          | 0.30         | n/a          | 0         | n/a       |
|                        | Lista Independiente Unión Democrática Independiente                | 664          | 0.29         | n/a          | 0         | n/a       |
|                        | Lista Independiente Movimiento Independiente de Bienestar Nacional | 588          | 0.26         | n/a          | 0         | n/a       |
|                        | Lista Independiente Agrupación Independiente Renovación            | 520          | 0.23         | n/a          | 0         | n/a       |
|                        | Coordinadora Democrática (CODE)                                    | 398          | 0.18         | n/a          | 0         | n/a       |
|                        |                                                                    |              |              |              |           |           |
| Total                  | Total                                                              | 227,365      |              |              | 19        | ±0        |
|                        |                                                                    |              |              |              |           |           |
| Votos válidos          | Votos válidos                                                      | 227,365      | 83.01        | n/a          |           |           |
| Votos en blanco        | Votos en blanco                                                    | 8,789        | 3.21         | n/a          |           |           |
| Votos nulos            | Votos nulos                                                        | 37,739       | 13.78        | n/a          |           |           |
| Votos emitidos         | Votos emitidos                                                     | 273,893      | 75.52        | n/a          |           |           |
| Abstenciones           | Abstenciones                                                       | 88,765       | 24.48        | n/a          |           |           |
| Votantes registrados   | Votantes registrados                                               | 362,658      |              |              |           |           |
|                        |                                                                    |              |              |              |           |           |
| Fuente:                |                                                                    |              |              |              |           |           |

### Concejo Municipal del Callao
| Cargo                          | Autoridad electa              | Partido político | Partido político                     |
| ------------------------------ | ----------------------------- | ---------------- | ------------------------------------ |
| Alcalde Provincial del Callao  | Kurt Woll Muller              |                  | Partido Popular Cristiano            |
| Regidor Provincial del Callao  | Gonzalo Romero de la Puente   |                  | Partido Popular Cristiano            |
| Regidor Provincial del Callao  | Moisés Woll Dávila            |                  | Partido Popular Cristiano            |
| Regidor Provincial del Callao  | Pedro Castilla Bandayan       |                  | Partido Popular Cristiano            |
| Regidor Provincial del Callao  | Juan Escudero Chichizola      |                  | Partido Popular Cristiano            |
| Regidor Provincial del Callao  | Arturo Villanueva Chacón      |                  | Partido Popular Cristiano            |
| Regidor Provincial del Callao  | Víctor Manuel Portilla Flores |                  | Partido Popular Cristiano            |
| Regidora Provincial del Callao | Juana Serpa Castro            |                  | Partido Popular Cristiano            |
| Regidor Provincial del Callao  | Gualberto Mendoza Cárdenas    |                  | Partido Popular Cristiano            |
| Regidor Provincial del Callao  | Pedro Constantino Zavala      |                  | Partido Popular Cristiano            |
| Regidor Provincial del Callao  | William Campos Ardíles        |                  | Partido Popular Cristiano            |
| Regidora Provincial del Callao | Elsa Galdós de Urdanivia      |                  | Partido Popular Cristiano            |
| Regidor Provincial del Callao  | Fredy Luna Vara               |                  | Partido Popular Cristiano            |
| Regidor Provincial del Callao  | Raúl Díaz Espinoza            |                  | Partido Popular Cristiano            |
| Regidor Provincial del Callao  | Jorge Céspedes Montenegro     |                  | Lista Independiente Movimiento OBRAS |
| Regidor Provincial del Callao  | César Paz de la Vega          |                  | Lista Independiente Movimiento OBRAS |
| Regidor Provincial del Callao  | Virginio Carranza Domínguez   |                  | Partido Aprista Peruano              |
| Regidor Provincial del Callao  | Carlos Armas Vela             |                  | Partido Aprista Peruano              |
| Regidor Provincial del Callao  | Óscar Medelius Rodríguez      |                  | Movimiento Independiente Porteño     |
| Regidor Provincial del Callao  | Edmundo Timorán de la Haza    |                  | Acción Popular                       |

## Elecciones municipales distritales

### Resultados por distrito
La siguiente tabla enumera el control de los distritos de la provincia del Callao. El cambio de mando de una organización política se resalta del color de ese partido.
| Distrito                   | Alcalde(sa) titular           | Partido político | Partido político               | Alcalde(sa) electo(a)         | Partido político | Partido político          |
| -------------------------- | ----------------------------- | ---------------- | ------------------------------ | ----------------------------- | ---------------- | ------------------------- |
| Bellavista                 | Enrique Olano Pelaez          |                  | Frente Democrático             | Carlos Ojeda Oviedo           |                  | Partido Popular Cristiano |
| Carmen de La Legua-Reynoso | Manuel Méndez García          |                  | Frente Independiente Distrital | Olga Moreano Vargas           |                  | Partido Popular Cristiano |
| La Perla                   | Edgardo Carreño Carreño       |                  | Frente Democrático             | Agustín Díaz Murga            |                  | Partido Popular Cristiano |
| La Punta                   | Benjamín Zevallos-Ortiz Drago |                  | Frente Democrático             | Benjamín Zevallos-Ortiz Drago |                  | Partido Popular Cristiano |
| Ventanilla                 | César Guzmán López            |                  | Izquierda Unida                | Alfredo Mesías Acuña          |                  | Partido Popular Cristiano |